# Aloinopsis
Az Aloinopsis a szegfűvirágúak (Caryophyllales) rendjébe, ezen belül a kristályvirágfélék (Aizoaceae) családjába tartozó nemzetség.

## Előfordulásuk
Az Aloinopsis-fajok természetes előfordulási területe kizárólag a Dél-afrikai Köztársaságban található meg.

## Rendszerezés
A nemzetségbe az alábbi 8 faj tartozik:
- Aloinopsis acuta L.Bolus
- Aloinopsis loganii L.Bolus
- Aloinopsis luckhoffii (L.Bolus) L.Bolus
- Aloinopsis malherbei (L.Bolus) L.Bolus
- Aloinopsis rosulata (Kensit) Schwantes
- Aloinopsis rubrolineata (N.E.Br.) Schwantes
- Aloinopsis schooneesii L.Bolus
- Aloinopsis spathulata (Thunb.) L.Bolus